# Lionel Afan Strasser
Lionel Afan Strasser (* 4. Dezember 2002 in Wien) ist ein österreichischer Leichtathlet, der sich auf den Hochsprung spezialisiert hat.

## Sportliche Laufbahn
Erste internationale Erfahrungen sammelte Lionel Afan Strasser beim Europäischen Olympischen Jugendfestival (EYOF) 2019 in Baku, bei dem er mit übersprungenen 1,94 m in der Qualifikationsrunde ausschied. 2021 verpasste er bei den U20-Europameisterschaften in Tallinn mit 2,10 m den Finaleinzug, egalisierte dann aber im Dezember in der Halle mit 2,18 m den österreichischen U20-Rekord. Im Jahr darauf gelangte er bei den Balkan-Hallenmeisterschaften in Istanbul mit 2,10 m auf den geteilten fünften Platz und wurde im Juni bei den Freiluftmeisterschaften in Craiova mit 2,10 m Sechster. 2023 wurde er bei der 3. Liga der Team-Europameisterschaft im Zuge der Europaspiele in Chorzów mit 2,11 m Zweiter und anschließend gelangte er bei den U23-Europameisterschaften in Espoo mit 2,05 m auf den zwölften Platz. Kurz darauf belegte er mit 2,10 m den siebten Platz bei den Balkan-Meisterschaften in Kraljevo und siegte dann mit 2,00 m bei den Austrian Open Eisenstadt. Im Jahr darauf belegte er bei den Balkan-Hallenmeisterschaften in Istanbul mit 1,95 m den achten Platz.
In den Jahren von 2021 bis 2023 wurde Strasser österreichischer Staatsmeister im Hochsprung im Freien sowie von 2022 bis 2024 in der Halle.